# چن شیائو (بازیکن واترپلو)
چن شیائو (انگلیسی: Chen Xiao؛ زادهٔ ۱۱ مارس ۱۹۹۹) بازیکن زن واترپلو اهل چین است.
وی در مسابقات کشوری و بین‌المللی در مجموع برندهٔ ۱ مدال طلا شده‌است.